# Tęgosterzyk mniejszy
Tęgosterzyk mniejszy (Certhiasomus stictolaemus) – gatunek małego ptaka z rodziny tęgosterowatych (Dendrocolaptidae). Występuje w północnej części Ameryki Południowej. Niezagrożony wyginięciem.

## Taksonomia
Po raz pierwszy gatunek opisał August von Pelzeln w 1868 roku, nadając mu nazwę Sittasomus stictolaemus. Holotyp pochodził z Borba (Amazonas, Brazylia). Później gatunek ten przeniesiono do rodzaju Deconychura, a obecnie umieszczany jest w monotypowym rodzaju Certhiasomus, który został zaakceptowany przez SACC. Rozpoznano trzy podgatunki. Podgatunek secundus wydzielany jest niekiedy do odrębnego gatunku.
W 2010 na łamach „Zootaxa” opublikowano artykuł na temat nowego rodzaju, sugerujący pozostawienie tęgosterzyka większego (D. longicauda) w Deconychura i utworzenie nowego rodzaju dla tęgosterzyka mniejszego. Zwrócono uwagę, że von Pelzeln początkowo także zastosował rozdział, umieszczając pierwszy gatunek w Dendrocincla, a drugi w Sittasomus; przypuszczalnie kierował się jednak ogólnym wrażeniem wyglądu. Przeprowadzono analizę DNA, uzyskanego z 25 mg tkanki pobranej z mięśnia piersiowego. Wynik wskazywał na niesłuszność traktowania tych dwóch gatunków jako taksony siostrzane.

## Podgatunki i zasięg występowania
IOC wyróżnia następujące podgatunki:
- C. s. clarior (Zimmer, 1929) – północno-wschodnia Amazonia na północ od Amazonki; w Brazylii od Rio Negro na wschód do stanu Amapá i Gujany Francuskiej. Populacja w Gujanie prawdopodobnie należy do tego podgatunku[4].
- C. s. secundus (Hellmayr, 1904) – tęgosterzyk ekwadorski[3] – zachodnia Amazonia – od południowej Kolumbii i południowej Wenezueli (południowy stan Amazonas) po wschodni Ekwador, północno-wschodnie Peru oraz północno-zachodnią Brazylię[4]
- C. s. stictolaemus (Pelzeln, 1868) – tęgosterzyk mniejszy[3] – południowa część brazylijskiej Amazonii, od rzeki Madeira na wschód po okolice niższego biegu Tocantins oraz Maranhão, na południe do północnego stanu Mato Grosso[4]

## Morfologia
Długość ciała mieści się w przedziale 16,5–19 cm. Masa ciała samców wynosi 14 do 22 g, samic 13–17 cm. Pozostałe wymiary (w mm), pogrupowane podgatunkami, przedstawia tabela:
|                    | Skrzydło           | Ogon               | Dziób¹          | Skok                 |
| ------------------ | ------------------ | ------------------ | --------------- | -------------------- |
| C. s. stictolaemus | 86–87              | 82–89              | 16–17,5         | 19–20,5              |
| C. s. clarior      | ♂ 86–90,5; ♀ 75–79 | ♂ 88–95,5; ♀ 75–81 | ♂ 15–16,5; ♀ 15 | ♂ 20,5–22; ♀ 18,5–19 |
| C. s. secundus     | ♂ 84,5–88; ♀ 76,5  | ♂ 90; ♀ 77         | ♂ 19–20; ♀ 15,5 | ♂ 21; ♀ 19           |

¹ Mierzony w nieopierzonej części, nie od nasady w czaszce.
Ogółem tęgosterzyk mniejszy to smukły, mały ptak z długim ogonem i delikatnym dziobem. U podgatunku nominatywnego wierzch ciała i górną część grzbietu pokrywają niewyraźne płowe pasy. Jasny kantarek także się nie wyróżnia, w przeciwieństwie do płowej brwi. Poza tym wierzch ciała w większości brązowooliwkowy, ciemniejszy na grzbiecie i z wierzchu głowy. W niższej części grzbietu, na kuprze i pokrywach nadogonowych ten kolor przechodzi w rdzawokasztanowy. Lotki szarobrązowe, na końcówkach lotek II rzędu rdzawe. Często na barkówkach występuje barwa jasnocynamonowa. Sterówki przybierają barwę od rudobrązowej po głęboki odcień kasztanowego. Gardło od płowego po płowooliwkowe z ciemnymi plamkami. Górna część piersi wyraźnie pokryta klinowatymi płowymi plamkami, na bokach przechodzącymi raczej w kształt paska. Zarówno tęczówka jak i dziób ciemnobrązowe, żuchwa od srebrzystej po czarnobrązową, górna szczęka ciemnobrązowa, nogi i stopy od szaroniebieskich po szarobrązowe.
Brak dymorfizmu płciowego w upierzeniu. Przedstawiciele podgatunku C. s. secundus nieco więksi od przedstawicieli podgatunku nominatywnego, z wierzchu mniej rdzawi, zaś od spodu bardziej oliwkowi; do tego plamki na piersi wyraźniejsze. U podgatunku C. s. clarior ogółem upierzenie jaśniejsze i mniej rdzawe, zwłaszcza na kuprze; wierzch głowy ciemniejszy. 

## Ekologia
Środowiskiem życia tęgosterzyka mniejszego są wilgotne lasy, takie jak nizinne terra firme, ale także obszary podmokłe. Niekiedy zbliża się do lasów typu igapó lub rosnących na podłożu piaszczystym. Przeważnie ptaki przebywają wewnątrz lasów pierwotnych, rzadziej na skrajach zadrzewień wtórnych, a najrzadziej w młodych zadrzewieniach wtórnych. Występuje na nizinach do 500 m n.p.m. Przeważnie przedstawiciele C. stictolaemus milczą. Pieśń łatwa do przeoczenia, niezbyt charakterystyczna. Stanowi ją gwałtowna seria przenikliwych dźwięków tworzących tryl lub terkot i trwająca do 2 s. Głos alarmowy to jąkliwe sip sip-ip-ip.
Na pożywienie C. stictolaemus składają się niewielkie stawonogi. Wydaje się, iż żeruje wyłącznie w stadach mieszanych, szczególnie z chronkami z rodzaju Thamnomanes. Zwykle w jednym stadzie znajduje się jeden przedstawiciel C. stictolaemus. Żeruje w podszycie lub w niższych warstwach koron drzew na wysokości 1–10 m nad ziemią, zwykle 4–5 m. Żeruje, szybko poruszając się w górę po pniach, niekiedy potrzepuje skrzydłami, przypuszczalnie celem wypłoszenia zdobyczy. Okazjonalnie widywany w pobliżu grup mrówek.

### Lęgi
Ptaki w kondycji lęgowej stwierdzano od grudnia do marca, a ptaki w trakcie pierzenia skrzydeł zarówno w grudniu, jak i na początku kwietnia. W Carauari w marcu widziano ptaka z podrośniętym młodym.

## Status
Przez IUCN gatunek klasyfikowany jest jako najmniejszej troski (LC, Least Concern) nieprzerwanie od 1988 roku. Liczebność populacji nie została oszacowana, ale ptak ten opisywany jest jako rzadki i rozmieszczony plamowo. Bazując na przewidywaniach skali wycinki lasów przez kolejne 12 lat, BirdLife International szacuje trend populacji na spadkowy.